# Igarashi Kazuya
Kazuya Igarashi (sinh ngày 24 tháng 10 năm 1965) là một cầu thủ bóng đá người Nhật Bản.

## Sự nghiệp câu lạc bộ
Kazuya Igarashi đã từng chơi cho JEF United Ichihara và Yokogawa Electric.

## Thống kê câu lạc bộ

### J.League
| Đội                 | Năm       | J.League | J.League | J.League Cup | J.League Cup | Tổng cộng | Tổng cộng |
| Đội                 | Năm       | Trận     | Bàn      | Trận         | Bàn          | Trận      | Bàn       |
| ------------------- | --------- | -------- | -------- | ------------ | ------------ | --------- | --------- |
| JEF United Ichihara | 1992      | -        | -        | 2            | 0            | 2         | 0         |
| JEF United Ichihara | 1993      | 7        | 0        | 2            | 0            | 9         | 0         |
| JEF United Ichihara | 1994      | 36       | 3        | 0            | 0            | 36        | 3         |
| JEF United Ichihara | 1995      | 19       | 0        | -            | -            | 19        | 0         |
| JEF United Ichihara | 1996      | 14       | 1        | 3            | 0            | 17        | 1         |
| Tổng cộng           | Tổng cộng | 76       | 4        | 7            | 0            | 83        | 4         |